# Facultatea de Economie a Universității Alecu Russo
Facultatea Economie a Universității Alecu Russo din Bălți, a fost fondata la 1 iulie 1995 alcătuind cu Facultatea de Drept o singură facultate. În 1997, Facultatea de Economie și Drept este divizată în două facultăți. La facultate funcționează două catedra: Catedra de Economie și Management; Catedra de Finanțe și Contabilitate. Ambele dispun de cabinete de statistică, merceologie și management-marketing..

## Specializări
Ciclul I:
- Business și administrare;
- Contabilitate;
- Finanțe și bănci.